# 德魯日內 (赫梅利尼茨基州)
49°41′13″N 26°59′7″E / 49.68694°N 26.98528°E
德魯日內（烏克蘭語：Дружне）是位於烏克蘭西部的村莊，由赫梅利尼茨基州裡赫梅利尼茨基區的克拉西利夫市鎮負責管轄。該村始建於1963年，面積2.25平方公里，2001年人口951，人口密度每平方公里422.7人。